# Rumersheim-le-Haut

Rumersheim-le-Haut este o comună în departamentul Haut-Rhin din estul Franței. În 2009 avea o populație de 1.115 de locuitori.

## Evoluția populației
| An        | 1975 | 1982 | 1990 | 1999 | 2006  | 2009  |
| --------- | ---- | ---- | ---- | ---- | ----- | ----- |
| Populație | 790  | 773  | 838  | 947  | 1.040 | 1.115 |